# Darío Rojas
Rubén Darío Sebastián Rojas Dielma (Buenos Aires, 20 gennaio 1960) è un ex calciatore argentino naturalizzato boliviano, di ruolo portiere.

## Carriera

### Nazionale
Con la Nazionale boliviana ha preso parte ai Mondiali 1994. Ha lasciato il calcio nel 2003.